# James Weir (Fußballspieler, 1995)
James Michael Weir (* 4. August 1995 in Preston) ist ein ehemaliger englischer Fußballspieler. Er wurde vorrangig als Mittelfeldspieler eingesetzt.

## Karriere
Weir stammt aus Preston, einer Stadt im Nordwesten Englands. Er begann seine Karriere in der Jugendabteilung von Preston North End. Im Jahr 2011 wechselte Weir dann in die Jugend von Manchester United und bestritt zwischen Herbst 2012 und Frühjahr 2013 zudem insgesamt drei Länderspiele in den englischen U18- und U19-Nationalmannschaften. In Manchester spielte er ab Herbst 2013 in der U21-Mannschaft des Vereins. Sein Premier-League-Debüt gab er am 28. Februar 2016 im Heimspiel gegen den FC Arsenal, dies blieb jedoch sein einziger Einsatz für die Red Devils.
Im Sommer 2016 wechselte er zum Erstliga-Konkurrenten Hull City, kam dort jedoch bis Anfang 2017 nur in drei Pokalspielen zum Einsatz, woraufhin er bis zum Ende der Saison an den Zweitligisten Wigan Athletic verliehen wurde. Nach seiner Rückkehr zu Hull City im Sommer 2017, die in der Zwischenzeit ebenfalls in die zweite Liga abgestiegen waren, absolvierte er bis zum Herbst vier weitere Pflichtspiele mit der Mannschaft, ehe er verletzungsbedingt für den Rest der Saison ausfiel und auch in der anschließenden Spielzeit 2018/19 kein Spiel bestreiten konnte. Nach Auslaufen seines Vertrags schloss sich Weir im Sommer 2019 den Bolton Wanderers an, die in die dritte Liga abgestiegen waren.
Ein halbes Jahr später verließ er den Verein wieder und wechselte stattdessen im März 2020 zum slowakischen Erstligisten FK Pohronie. Nach rund einem Jahr als Stammspieler wechselte er im Sommer 2021 weiter zum ungarischen Erstligisten MTK Budapest FC, fiel dort jedoch ab Dezember desselben Jahres für den Rest der Saison verletzt aus. Die Mannschaft stieg am Saisonende in die zweite Liga ab. Nachdem er die anschließende Spielzeit 2022/23 ebenfalls verletzt verpasst hatte, kehrte er im Sommer 2023 in die Slowakei zurück und schloss sich dem FC Zlaté Moravce an. Nach 16 Pflichtspieleinsätzen bis zur Winterpause trennte sich der Verein, der zu dem Zeitpunkt auf dem letzten Tabellenplatz stand, im Januar 2024 von ihm und fünf weiteren Spielern. Weir erklärte anschließend seine Spielerkarriere für beendet.